# José Rojas Rojas Jr.

Bischofswappen von José Rojas Rojas Jr.

José Rojas Rojas Jr. (* 18. August 1956 in Cebu City) ist ein philippinischer Geistlicher und römisch-katholischer Bischof von Libmanan.

## Leben
José Rojas Rojas Jr. studierte Philosophie und Katholische Theologie am Priesterseminar Holy Rosary in Naga City. Am 29. März 1981 empfing er durch den Erzbischof von Caceres, Teopisto Valderrama Alberto, das Sakrament der Priesterweihe für das Erzbistum Caceres.
Rojas war zunächst als Pfarrvikar tätig. Daneben erwarb er 1982 nach weiterführenden Studien am zentralen Priesterseminar in Manila ein Lizenziat im Fach Katholische Theologie. Anschließend setzte er seine Studien in Belgien an der Université catholique de Louvain fort, an der er im Fach Philosophie und 1987 bei Joseph Selling mit der Arbeit The Direct/Indirect Distinction in Moral Discourse. A Review of St. Thomas’ Teaching and a Survey of Manualistic Literature in the Second Half of the Nineteenth Century („Die Unterscheidung zwischen direkt und indirekt im moralischen Diskurs. Ein Überblick über die Lehre des hl. Thomas und eine Analyse der manualistischen Literatur in der zweiten Hälfte des neunzehnten Jahrhunderts“) zum Doktor der Theologie im Fach Moraltheologie promoviert wurde. Ab 1988 war Rojas Pfarrer der Pfarrei Immaculate Conception in Naga City und Generalvikar des Erzbistums Caceres. Zudem leitete er die Diözesankommission für die Glaubenslehre und wirkte als Richter am Kirchengericht des Erzbistums Caceres. Darüber hinaus war er Professor für Moraltheologie am Priesterseminar Holy Rosary in Naga City, als dessen Regens er überdies von 1989 bis 1998 fungierte. Papst Johannes Paul II. verlieh ihm am 7. Mai 1992 den Ehrentitel Päpstlicher Ehrenkaplan.
Am 25. Juli 2005 ernannte ihn Papst Benedikt XVI. zum Titularbischof von Idassa und zum Weihbischof in Caceres. Der Apostolische Nuntius auf den Philippinen, Erzbischof Antonio Franco, spendete ihm am 15. September desselben Jahres in der Kathedrale St. John the Evangelist in Naga City die Bischofsweihe; Mitkonsekratoren waren der Erzbischof von Caceres, Leonard Zamora Legaspi OP, und der Apostolische Nuntius in Papua-Neuguinea, Erzbischof Adolfo Tito Yllana. Sein Wahlspruch Ipsi gloriæ in sæcula („Ihm sei Ehre von Ewigkeit zu Ewigkeit“) stammt aus 1 Petr 5,11 . Als Weihbischof war Rojas weiterhin Generalvikar. Außerdem gehörte er dem Priesterrat und dem Konsultorenkollegium an.
Benedikt XVI. bestellte ihn am 19. Mai 2008 zum Prälaten von Libmanan. Die Amtseinführung erfolgte am 2. Juli desselben Jahres. Am 25. März 2009 wurde José Rojas Rojas Jr. infolge der Erhebung der Territorialprälatur Libmanan zum Bistum dessen erster Bischof. Als Bischof ist Rojas zusätzlich Regens und Dekan der Theologischen Fakultät des Priesterseminars St. Benedict in San Fernando.
In der Philippinischen Bischofskonferenz fungierte Rojas von 2005 bis 2013 als stellvertretender Leiter des Bioethik-Büros. Außerdem gehört er seit 2013 der Kommission für die Glaubenslehre an, die er seit 2019 leitet. Darüber hinaus war er Mitglied der Kommissionen für die sozialen Kommunikationsmittel (2005–2007), für das Päpstliche Philippinische Kolleg in Rom (2013–2019), für die Familie und das Leben (2017–2019) sowie für die Berufungspastoral (2017–2021). Ferner gehörte er von 2017 bis 2019 als Repräsentant der Region Süd-Luzon dem ständigen Rat an.

## Schriften
- The Direct/Indirect Distinction in Moral Discourse. A Review of St. Thomas’ Teaching and a Survey of Manualistic Literature in the Second Half of the Nineteenth Century. In: Ephemerides Theologicae Lovanienses. Band 64, 1988, OCLC 174223826, S. 371–392.
- The history of an enduring monument of the Bicol church. The holy rosary seminary of Nueva Caceres. Archdiocese of Caceres, Naga City 1994.
- St. Thomas’ treatise on self-defense revisited. In: Eugène Manning (Hrsg.): Thomistica (= Recherches de théologie ancienne et médiévale. Band 1). Peeters, Leuven 1995, ISBN 978-90-6831-650-6, S. 89–123.
- Double Effect and John of St. Thomas: A Review of Jozef Ghoos’ Historical Analysis. In: Ephemerides Theologicae Lovanienses. Band 93, 2017, OCLC 7048597883, S. 29–50.